# Anen
Anen hoặc Aanen là một vị quan của Ai Cập cổ đại vào giai đoạn cuối của vương triều thứ 18.

## Tiểu sử
Ông là một người con trai của Yuya và Tjuyu, đồng thời là một người anh trai của nữ hoàng Tiye, vợ của Pharaon Amenhotep III. Dưới triều đại của người em rể, Anen đã trở thành Quan Chưởng Ấn của Hạ Ai Cập, Tiên tri thứ Hai của Amun, và tư tế sem của Heliopolis, ông đã có được tước hiệu Người Cha Thần Thánh.
Một bức tượng còn tồn tại tới ngày nay của Anen hiện nằm tại Museo Egizio, Turin (Inv. No. 5484). Một shabti của ông ngày nay nằm tại Den Haag. Những dòng chữ khắc trên công trình kỉ niệm của riêng Anen đã không đề cập tới việc ông là anh vợ của Amenhotep III. Tuy nhiên, mối quan hệ này đã được xác minh nhờ vào một tham chiếu ngắn nhưng rõ ràng tới ông trong cỗ quan tài của mẹ ông là Tjuyu, mà nói rằng người con trai Anen của bà là Vị tiên tri thứ Hai của Amun.
Có vẻ như ông đã qua đời trước năm thứ 30 của Amenhotep III, bởi vì ông đã không được đề cập tới trong các văn bản mà liên quan đến lễ hội sed của vị pharaon này và trong thập kỷ cuối cùng dưới triều đại của Amenhotep, một người khác tên là Simut đã tiếp quản chức vụ của Anen như là Vị tiên tri thứ Hai của Amun. Simut trước kia đã từng là Vị tiên tri thứ Tư của Amun.
Anen đã được an táng trong ngôi mộ của ông (TT120) ở khu nghĩa địa Thebes, nằm trên bờ phía Tây của sông Nile đối diện với Thebes. Con trai và bốn người con gái của ông đã được miêu tả trong ngôi mộ này, nhưng tên của họ đã không còn tồn tại cho tới ngày nay.